# 萊佛士醫療集團
萊佛士醫療集團有限公司，簡稱萊佛士醫療集團（英語：Raffles Medical Group Limited，SGX：R01、OTCBB：RAFLY
），在1976年由呂俊媳及另人創立專門在新加坡、香港、上海等地區經營醫療服務。
總部位於585 North Bridge Road Raffles Hospital, Level 11 Singapore 188077。其股份在1997年4月11日於新加坡交易所創業板（凱利板前身）上市，其後在2000年7月10日轉在主板上市。

## 連結
- RafflesMedicalGroup.com （页面存档备份，存于）